# NGC 3800
NGC 3800 is een balkspiraalstelsel in het sterrenbeeld Leeuw. Het hemelobject werd op 8 april 1784 ontdekt door de Duits-Britse astronoom William Herschel.

## Synoniemen
- UGC 6634
- IRAS 11376+1537
- MCG 3-30-39
- KCPG 296B
- ZWG 97.49
- Arp 83
- KUG 1137+156B
- VV 350
- PGC 36197